# 定位置停車裝置
定位置停車裝置（英文：Train Automatic Stop-position Controller，縮寫：TASC），乃列車於進入鐵路站前，不必由司機操作，列車自動於指定位置停車的裝置。

## 概述
定位置停車裝置與自動列車運行裝置不同，前者只是自動在鐵路站停車，由車站出發至接近下一站前的一切操作，仍然需要由司機操作；後者則由鐵路站出發到下一站停車，全程自動操作，毋須司機控制，只需要監察。
東日本旅客鐵道、其營運的山手線因為進行加裝安裝月台門工程，有幕門的月台，停車位置準確度要求高，所以採用本裝置。

## 關連項目
- 自動列車運行裝置
- 自動列車停止裝置